# More than You Know (singolo Axwell Ʌ Ingrosso)
More than You Know è un singolo del duo musicale svedese Axwell Ʌ Ingrosso, pubblicato il 26 maggio 2017 come unico estratto dal secondo EP omonimo e incluso nel primo album in studio omonimo.

## Video musicale
Il video musicale è stato reso disponibile il 13 giugno 2017.

## Tracce
Testi e musiche di Axel Hedfors, Sebastian Ingrosso, Vincent Pontare, Salem Al Fakir e Richard Zastenker, eccetto dove indicato.
Download digitale – Acoustic
1. More than You Know (Acoustic) – 3:03

Download digitale – Remixes EP
1. More than You Know (Marcus Schössow Remix) – 4:27
2. More than You Know (Wiwek Remix) – 3:48
3. More than You Know (Albin Myers Remix) – 3:43
4. More than You Know (Candyland Remix) – 2:40
5. More than You Know (AtellaGali Remix) – 3:42

CD singolo (Germania, Austria e Svizzera)
1. More than You Know – 3:23
2. Renegade – 3:11 (Axel Hedfors, Sebastian Ingrosso, Vincent Pontare, Salem Al Fakir, Magnus Lidehäll, Erich Lennig)

## Formazione
- Kristoffer Fogelmark – voce
- Axel Hedfors – arrangiamento, produzione, registrazione, missaggio, mastering
- Sebastian Ingrosso – produzione, arrangiamento, registrazione, missaggio, mastering
- Emir Kobilić – produzione aggiuntiva
- Richard Zastenker – produzione aggiuntiva

## Classifiche

### Classifiche settimanali
| Classifica (2017-23) | Posizione massima |
| -------------------- | ----------------- |
| Australia            | 41                |
| Austria              | 1                 |
| Belgio (Fiandre)     | 4                 |
| Belgio (Vallonia)    | 2                 |
| Bielorussia          | 105               |
| Canada               | 52                |
| Danimarca            | 26                |
| Estonia              | 29                |
| Finlandia            | 4                 |
| Francia              | 38                |
| Germania             | 1                 |
| Grecia               | 8                 |
| Irlanda              | 10                |
| Italia               | 4                 |
| Lettonia             | 29                |
| Norvegia             | 4                 |
| Nuova Zelanda        | 22                |
| Paesi Bassi          | 14                |
| Polonia              | 1                 |
| Portogallo           | 24                |
| Regno Unito          | 30                |
| Repubblica Ceca      | 1                 |
| Romania              | 6                 |
| Russia               | 4                 |
| Slovenia             | 2                 |
| Slovacchia           | 1                 |
| Spagna               | 36                |
| Svezia               | 2                 |
| Svizzera             | 2                 |
| Ucraina              | 4                 |
| Ungheria             | 1                 |

### Classifiche di fine anno
| Classifica (2017) | Posizione |
| ----------------- | --------- |
| Austria           | 6         |
| Belgio (Fiandre)  | 25        |
| Belgio (Vallonia) | 47        |
| Danimarca         | 95        |
| Finlandia         | 9         |
| Francia           | 132       |
| Germania          | 6         |
| Italia            | 28        |
| Norvegia          | 14        |
| Paesi Bassi       | 35        |
| Polonia           | 33        |
| Portogallo        | 57        |
| Romania           | 17        |
| Russia            | 37        |
| Slovenia          | 31        |
| Spagna            | 100       |
| Svezia            | 6         |
| Svizzera          | 24        |
| Ucraina           | 133       |
| Ungheria          | 5         |
| Classifica (2018) | Posizione |
| Croazia           | 41        |
| Estonia           | 46        |
| Germania          | 82        |
| Russia            | 107       |
| Slovenia          | 24        |
| Svezia            | 64        |
| Svizzera          | 78        |
| Ucraina           | 34        |
| Ungheria          | 27        |
| Classifica (2019) | Posizione |
| Ucraina           | 67        |
| Classifica (2024) | Posizione |
| Estonia           | 156       |

### Classifiche di fine decennio
| Classifica (2010-19) | Posizione |
| -------------------- | --------- |
| Germania             | 31        |